# Nipponomyia mannheimsiana
Nipponomyia mannheimsiana är en tvåvingeart som beskrevs av Alexander 1969. Nipponomyia mannheimsiana ingår i släktet Nipponomyia och familjen hårögonharkrankar. Inga underarter finns listade i Catalogue of Life.